# 紹天府
紹天府（越南语：／）是越南後黎朝、西山朝和阮初的行政區劃單位，位於今天清化省。

## 建置沿革
後黎朝光顺七年（1466年），黎圣宗划分全国为十三承宣。光順十年（1469年），重劃承宣，因後黎朝龍興於此，所以設立紹天府，隸屬清華承宣，下轄梁江縣、東山縣、雷陽縣、安定縣、永寧縣、錦水縣、石城縣和平江縣8縣。
端慶年間，梁江縣改名為瑞原縣。
黎中興朝時期，避黎莊宗黎寧諱，改永寧縣為永福縣。平江縣改為廣平縣。西山朝時，避阮光平諱，改廣平縣為廣憑縣，避阮主墊名“福”字，改永福縣為永祿縣。阮朝嘉隆元年（1802年），廣憑縣復名廣平縣。
嘉隆十四年（1815年），阮廷改紹天府為紹化府。